# واندوس قاراگیوزیان
واندوس همایاکی قاراگیوزیان (ارمنی: Վանդոս Հմայակի Ղարագյոզյան؛ زادهٔ ۳۱ مارس ۱۹۴۰) یک  سیاستمدار اهل ارمنستان است که از تاریخ ۱۹۹۰ تا تاریخ ۱۹۹۵ سمت نمایندگی دوره اول شورای عالی جمهوری ارمنستان را برعهده داشت.

## زندگی‌نامه
در 	۳۱ مارس ۱۹۴۰ ‏در ارمنستان به دنیا آمد . 